# Томас Денг
Томас Джок Денг (англ. Thomas Jok Deng, нар. 20 березня 1997, Найробі) — австралійський футболіст кенійського походження, захисник японського клубу «Альбірекс Ніїгата».
Виступав, зокрема, за клуби «Вестерн Іглз» та «Мельбурн Вікторі», а також національну збірну Австралії.
Дворазовий чемпіон Австралії. Володар Кубка Австралії. Володар Кубка Імператора. 

## Клубна кар'єра
Народився 20 березня 1997 року в місті Найробі. Вихованець юнацьких команд футбольних клубів «Вестерн Іглз», «Грін Галлі» та «Мельбурн Вікторі».
У дорослому футболі дебютував 2013 року виступами за команду «Вестерн Іглз», в якій провів один сезон, взявши участь у 15 матчах чемпіонату. 
Згодом з 2014 по 2017 рік грав у складі команд «Грін Галлі», «Мельбурн Вікторі» та «Йонг ПСВ».
Своєю грою за останню команду знову привернув увагу представників тренерського штабу клубу «Мельбурн Вікторі», до складу якого повернувся 2017 року. Цього разу відіграв за команду з Мельбурна наступні два сезони своєї ігрової кар'єри. Більшість часу, проведеного у складі «Мельбурн Вікторі», був основним гравцем захисту команди.
Протягом 2020—2021 років захищав кольори клубу «Урава Ред Даймондс».
До складу клубу «Альбірекс Ніїгата» приєднався 2022 року. Станом на 8 листопада 2022 року відіграв за команду з міста Ніїгати 8 матчів в національному чемпіонаті.

## Виступи за збірні
Протягом 2015–2016 років залучався до складу молодіжної збірної Австралії. На молодіжному рівні зіграв у 14 офіційних матчах.
2018 року дебютував в офіційних матчах у складі національної збірної Австралії.
У складі збірної був учасником чемпіонату світу 2022 року у Катарі.
| Дата       | Місто      | Господарі     | Результат | Гості     | Турнір           | Голи | Примітки |
| ---------- | ---------- | ------------- | --------- | --------- | ---------------- | ---- | -------- |
| 15-10-2018 | Ель-Кувейт | Кувейт        | 0 – 4     | Австралія | товариський матч | -    | 76'      |
| 25-09-2022 | Окленд     | Нова Зеландія | 0 – 2     | Австралія | товариський матч | -    |          |
| Усього     |            | Матчів        | 2         |           | Голів            | 0    |          |

## Титули і досягнення
- Чемпіон Австралії (2):

«Мельбурн Вікторі»: 2014-2015, 2017-2018
- Володар Кубка Австралії (1):

«Мельбурн Вікторі»: 2015
- Володар Кубка Імператора (1):

«Урава Ред Даймондс»: 2021